# Max M. Frank
Das 1909 gegründete Unternehmen Max M. Frank entwickelte sich in seiner Zeit zum größten Pelzfell-Großhandelsbetrieb in der Berliner Rauchwarenbranche. In der Berliner Besatzkonfektion führte es als Kragenmaterial das Whitecoatfell ein. Zahlungseinstellungen seiner Gläubiger führten 1930 zum Konkurs der Firma des sehr spekulativ agierenden Max M. Frank.

## Biografie Max M. Frank
Max Moses Frank (* 22. Mai 1877 in Erfurt; † 22. Oktober 1935 in Berlin) war der Sohn eines Viehhändlers. In jungen Jahren war er in eine „böse Schlägerei“ verwickelt, bei der er eine Verletzung am rechten Arm erlitt, die ihn sein Leben lang behinderte. Um „arger Strafe“ zu entgehen, flüchtete er nach Amerika. Bei seiner Beschäftigung in der Pelzabteilung eines Versandgeschäfts in Chicago kam er erstmals mit der Pelzbranche in Berührung. Im Jahr 1900 kehrte er nach Deutschland zurück. Er fand Anstellung bei dem Rauchwarenhändler Louis Senger, der zu der Zeit in Berlin einen umfangreichen Fellhandel betrieb.
Als das große Hamburger „Millionenunternehmen“ Samuel & Rosenfeld in Berlin eine Zweigstelle eröffnete, wechselte er nach dort als Filialleiter. Das Unternehmen beherrschte hauptsächlich den südamerikanischen Fellmarkt, dabei den gesamten Anfall von Lammfellschmaschen. Der „junge, ehrgeizige spekulativ veranlagte“ Frank war für den Posten eine gute Wahl. Zusammen mit dem Leipziger Pelzhandelszentrum verlangte der Handel in dem aufblühenden Pelzmarkt noch weniger die südamerikanischen Fellsorten, wie dem später so begehrte Nutriafell, sondern besonders die nordamerikanischen Pelzarten. Frank benutzte für die Warenbeschaffung seine in Amerika erworbenen Kenntnisse. Kapital spielte bei der Firma, „die gewohnt war mit Millionenbeträgen zu rechnen“, keine Rolle, und so konnte er unbegrenzt kaufen. Er reiste zu den Auktionen nach London und mehrmals nach Nordamerika und festigte und schuf dort  wichtige Verbindungen. „Seine Gewandtheit im Verkehr mit Lieferanten und Kunden, sein leicht »großartig« angehauchtes Auftreten, seine Warenkenntnisse hatten ihm unverhofft große Erfolge eingebracht“ und ihm bedeutenden Einfluss gesichert. Das Haus Samuel & Rosenfeld nahm durch ihn im Rauchwarenhandel Berlins bald „eine achtungsgebietende Stellung ein“.
Philipp Manes, Chronist der Pelzbranche bis zu seiner Ermordung durch die Nationalsozialisten, bemerkte zur jähen Beendigung des Arbeitsverhältnisses von Frank, dass der Arbeitseifer des so jung zu Erfolg gekommenen Mannes sich gelegt hatte: „Berlin ist ein lockeres Pflaster… […] …wer nächtens draußen ist kann seine Pflichten am Tag nicht pünktlich erfüllen“. Eine Buchprüfung durch einen der Firmenchefs ergab einen unberechtigten Verbrauch von etwa 35.000 Mark. Ein angestrebter Prozess wurde durch die Intervention von Hamburger Verwandten der Inhaber von Samuel & Rosenfeld niedergeschlagen, welche die Garantie für die Rückzahlung der ermittelten Summe übernahmen. Der 25-jährige Max M. Frank musste die Firma sofort verlassen, die Leitung der Berliner Filiale übernahm der aus Mannheim stammende Hans A. Frank, der vorher im Lederhandel tätig war.
Max M. Frank machte sich anschließend überaus erfolgreich selbständig. Man sah den großen stattlichen Mann, nun, „immer die Zigarre im Mund, bei den ersten Firmen ein- und ausgehen“. Nach dem letztlichen Zusammenbruch des Unternehmens verließ ihn seine Frau mit den Söhnen  und heiratete erneut. Er selbst, ohnehin als „Eigenbrötler“, „unnahbar, fast ungesellig“ beschrieben „hauste sehr einsam in einem möblierten Zimmer und fern von den Menschen“. Nur ein ganz kleiner Kreis der Branche brachte „den Lebensmüden zur letzten Ruhe“.

## Firmengeschichte
Im Jahr 1909 gründete Max M. Frank eine eigene Firma. Als Mitarbeiter und späteren Prokuristen nahm er Paul Pfeifer auf, „einen jungen, überaus rührigen und tüchtigen Mann aus der Branche“. Pfeifer wurde als „unermüdlicher“ Verkäufer und Arbeiter und durch seine persönliche Liebenswürdigkeit die „Seele des Geschäfts“. Die Geschäftsräume befanden sich in der Kommandantenstraße 15 (1910: Nr. 14), im Zentrum der Konfektionsbetriebe.
In diesen ersten Jahren fanden die Geschäfte mit den Firmen des Leipziger Pelzhandels noch auf lukrativer Kommissionsbasis statt. Die Inhaber der Berliner Pelzfirmen fuhren noch selten nach Leipzig, und die Berliner Rauchwarenkommissionäre konnten mit guter und billiger Ware leicht größere Umsätze erzielen und dabei gut verdienen. Die junge Firma entwickelte sich günstig, auch dank häufiger Propergeschäfte. Als der Aufstieg durch den Ausbruch des Ersten Weltkriegs unterbrochen zu sein schien, wegen seiner verletzten Hand musste Frank nicht zum Militär, nahm er in neu errichteten Werkstätten die Fabrikation von Nacktpelzen auf. Dies beschäftigte das Unternehmen nicht nur während der Kriegszeit, sondern brachte ihm einen Überschuss von rund einer Million Mark ein.
Nach dem anfänglichen Handel mit nordamerikanischen Fellen wandte sich Frank nach dem Krieg in dem wieder aufsteigenden Deutschland intensiv der Fabrikation von Sealkanin zu. Als Fabrikmarke wählte er ein Horn. Das Warenzeichen wurde in Verbraucherkreisen recht bekannt und seine Ware gern gekauft. Schon einmal hatte er  einem Unternehmen, der Firma Eisner & Meisl, zum Erfolg und schnellen Aufstieg verholfen, indem er sich für sie für den Artikel Murmelfell eingesetzt hatte. Jetzt trat das deutsche Kaninfell „seinen Siegeszug durch die Welt an“.
Von nun an betätigte er sich „als Großkaufmann, als Spekulant“. Persönlich erledigte er nur noch die zu finanzierenden, lukrativen Geschäfte. In Leipzig arbeitete für ihn die Firma Lotz & Co., die große amerikanische Exporteure vertrat, wie Schmidt in Detroit oder die New Yorker Firmen Harris und Herszkowitz. Durch die Umgehung des Londoner Pelzmarkts konnte  Carl Lotz preiswert anbieten, obwohl er nur Vermittlungsgebühr berechnete, war er „der größte Verdiener in Leipzig“. Gemeinsam gründeten Frank und Lotz in London 1924 die Fur Trade Ltd., in die sie erst 10.000 Pfund und dann noch einmal 30.000 Pfund investierten. In Paris errichteten sie eine Filiale mit Fernand Trochu als Leiter. Den nun nötigen großen Absatz sicherte sich Frank, indem er sich mit Kapital bei Firmen wie Elsner & Meisl, John & Krebs, Joseph Landsberger oder A. Zeilinger beteiligte: „Sie mussten bei ihm kaufen,, ihre Warendispositionen ihm übertragen und ausführen lassen und wurden von ihm abhängig, standen völlig unter seinem beherrschenden Einfluss“. Jeder Kauf bei ihm musste direkt oder mit Wechseln bezahlt werden. Aber auch kleinere Firmen brachte er durch gewährte lange Kredite in seine Abhängigkeit. Bei der Umstellung auf Reichsmark sollen seine Außenstände zwei Millionen Mark betragen haben. Als sein Geschäftspartner Carl Lotz 1930 starb, wurde der Im Leipziger Pelzzentrum hoch geschätzte Mann tief betrauert. Niemand verstand, warum dieser so kluge Fachmann die Methoden von Max M. Frank nicht durchschaut und ihn gestoppt hatte.

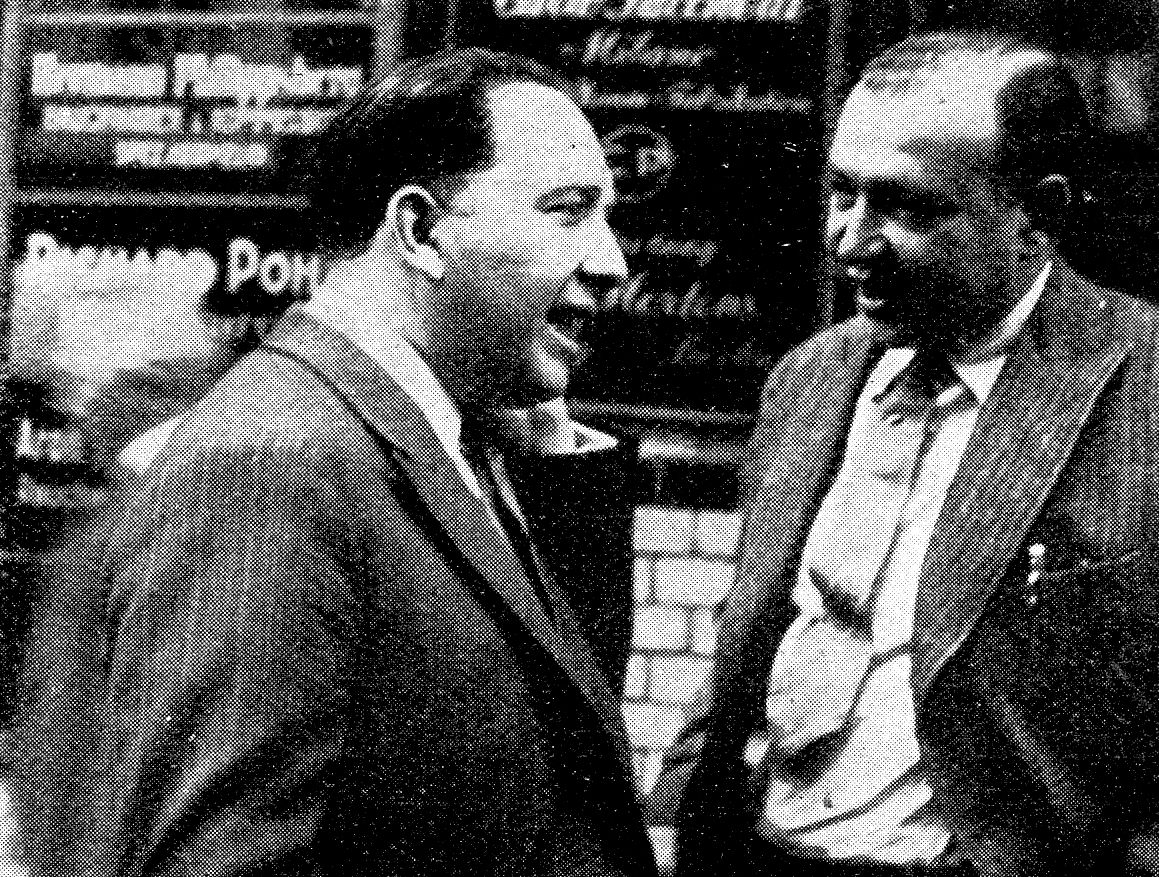
Rechts Fritz Herzberg, August 1930, nach Beendigung seiner Geschäftsführung der Leipziger Filiale von Max M. Frank

Die „ernsten Firmen“ lehnten es ab, mit Frank Geschäfte zu machen. Man warnte vor ihm und wollte letztlich auch nicht mehr mit den Unternehmen zusammen arbeiten, die von Frank beliefert wurden. Die Kosten derartiger Finanzierungen „wuchsen sich zu Unsummen aus und waren nicht mehr zu überschauen“. Die „Scheinblüte“ dauerte bis 1930. Bei den Firmen M. Müller (Berlin), John & Krebs (Berlin) und anderen erlitt er Verluste. Um die entstehenden Ausfälle auszugleichen, suchte er nach neuen Möglichkeiten und frischen Objekten, zuletzt noch „den Riesenartikel - das langhaarige Schaffell“. Als zudem die Firma Joseph Landsberger, an der er mit 100.000 Mark beteiligt war, die Zahlung einstellte, war dies das Ende. Im Frühjahr 1930 stellte auch er die Zahlungen ein. Im Konkursverfahren einigte er sich mit den Gläubigern auf eine Quote von 8 Prozent. Der alleinige Geschäftsführer seiner Leipziger Dependance, Fritz Herzberg, gab im selben Jahr einverständlich seine Tätigkeit auf und machte sich in den bisherigen Räumen Nikolaistraße 20–26 selbständig. Die bisherigen Vertretungen in- und ausländischer Firmen wurden von ihm behalten.
Max M. Frank gründete eine G.m.b.H. und versuchte in den alten Geschäftsräumen mit allen Mitteln noch einmal an die alte Größe anzuknüpfen. Jedoch verringerten sich seine geschäftlichen Möglichkeiten von Jahr zu Jahr. Die Hauptfirmen, mit denen er zusammengearbeitet hatte, gab es nicht mehr, oder aber sie waren zu klein, um einen größeren Nutzen zu bringen. Philipp Manes resümierte: „Sein Wille zur Macht hat ihn auf Wege getrieben, die zu Umwegen wurden. Wenn sich ihn die vielen Firmen, die von seiner finanziellen Kraft ihre Sicherung erhofften, nicht angehängt und angedrängt hätten, wäre Frank nicht so hoch gestiegen. Sein tiefer Fall war deshalb unausbleiblich, weil er sich in solcher Höhe nicht halten konnte. Er, der eigentlich ein kühler Rechner war, wurde das Opfer von Leuten, die nicht rechnen konnten. […] Wenn man den Weg, den Frank zurückgelegt, überschaut, darf man ihm Anteilnahme an seinem Geschick nicht versagen.“
Im Oktober 1935 nahm sich Max M. Frank das Leben.